# New York Yankees
New York Yankees là một  câu lạc bộ bóng chày chuyên nghiệp Mỹ có trụ sở tại quận Bronx thành phố New York. Yankees tham gia giải Major League Baseball (MLB) với tư cách là thành viên của Giải Mỹ (American League). Đội bóng là một trong hai câu lạc bộ tham gia MLB của thành phố New York, đội còn lại là New York Mets. New York Yankees bắt đầu chơi tại Giải Mỹ (AL) từ năm 1901 với dưới tên Baltimore Orioles. Frank Farrell và Bill Devery đã mua lại và chuyển đội bóng đến New York City, đổi tên thành New York Highlanders. New York Highlanders là tên chính thức sau đó đổi tên lại thành "New York Yankees" năm 1913.
Đội bóng thuộc sở hữu của Yankee Global Enterprises, được điều hành bởi gia đình George Steinbrenner, là người đã mua lại đội bóng năm 1973. Cựu cầu thủ bắt bóng Joe Girardi hiện tại là quản lý của đội, và Brian Cashman là giám đốc đội bóng. Sân nhà của đội là sân Yankee Stadium từ 1923 đến1973 và từ 1976 đến 2008. Năm  2009, đội bóng chuyển vào chơi trong một sân bóng mới cùng tên sau khi đóng cửa sân bóng cũ. Theo thống kê đến năm 2011, New York Yankees là đội bóng tham dự MLB nhiều nhất.
Là một câu lạc bộ thể thao thành công nhất thế giới, New York Yankees đã giành 18 East Division, 40 lần vô địch Giải Mỹ (AL), và 27 lần vô địch World Series,và là kỷ lục tại MLB. 44 cầu thủ của đội và 11 huấn luyện viên đã được vinh danh trong National Baseball Hall of Fame, bao gồm Babe Ruth, Lou Gehrig, Joe DiMaggio, Mickey Mantle, và Yogi Berra.. Theo ghi nhận của  Forbes, New York Yankees đứng thứ 2 nước Mỹ  về giá trị thương mại trong thể thao, và đứng thứ 4 thế giới. New York Yankees là thương hiệu phổ biến tại Mỹ và câu lạc bộ có lượng fan rất lớn. Đội bóng kình địch của New York Yankees là  Boston Red Sox.

## World Series
New York Yankees đã vô địch World Series Championships 27 lần. Lần gần đây nhất là năm  2009, dưới sự dẫn dắt của HLV Joe Girardi,  đội bóng đã đánh bại  Philadelphia Phillies trong 6 trận play-off.
| Mùa giải | Quản lý        | Đối thủ               | Tỷ số | Điểm   |
| -------- | -------------- | --------------------- | ----- | ------ |
| 1923     | Miller Huggins | New York Giants       | 4–2   | 98–54  |
| 1927     | Miller Huggins | Pittsburgh Pirates    | 4–0   | 110–44 |
| 1928     | Miller Huggins | St. Louis Cardinals   | 4–0   | 101–53 |
| 1932     | Joe McCarthy   | Chicago Cubs          | 4–0   | 107–47 |
| 1936     | Joe McCarthy   | New York Giants       | 4–2   | 102–51 |
| 1937     | Joe McCarthy   | New York Giants       | 4–1   | 102–52 |
| 1938     | Joe McCarthy   | Chicago Cubs          | 4–0   | 99–53  |
| 1939     | Joe McCarthy   | Cincinnati Reds       | 4–0   | 106–45 |
| 1941     | Joe McCarthy   | Brooklyn Dodgers      | 4–1   | 101–53 |
| 1943     | Joe McCarthy   | St. Louis Cardinals   | 4–1   | 98–56  |
| 1947     | Bucky Harris   | Brooklyn Dodgers      | 4–3   | 97–57  |
| 1949     | Casey Stengel  | Brooklyn Dodgers      | 4–1   | 97–57  |
| 1950     | Casey Stengel  | Philadelphia Phillies | 4–0   | 98–56  |
| 1951     | Casey Stengel  | New York Giants       | 4–2   | 98–56  |
| 1952     | Casey Stengel  | Brooklyn Dodgers      | 4–3   | 95–59  |
| 1953     | Casey Stengel  | Brooklyn Dodgers      | 4–2   | 99–51  |
| 1956     | Casey Stengel  | Brooklyn Dodgers      | 4–3   | 97–57  |
| 1958     | Casey Stengel  | Milwaukee Braves      | 4–3   | 92–62  |
| 1961     | Ralph Houk     | Cincinnati Reds       | 4–1   | 109–53 |
| 1962     | Ralph Houk     | San Francisco Giants  | 4–3   | 96–66  |
| 1977     | Billy Martin   | Los Angeles Dodgers   | 4–2   | 100–62 |
| 1978     | Bob Lemon      | Los Angeles Dodgers   | 4–2   | 100–63 |
| 1996     | Joe Torre      | Atlanta Braves        | 4–2   | 92–70  |
| 1998     | Joe Torre      | San Diego Padres      | 4–0   | 114–48 |
| 1999     | Joe Torre      | Atlanta Braves        | 4–0   | 98–64  |
| 2000     | Joe Torre      | New York Mets         | 4–1   | 87–74  |
| 2009     | Joe Girardi    | Philadelphia Phillies | 4–2   | 103–59 |
| Tổng:    | Tổng:          | Tổng:                 | Tổng: | 27     |

### Sách
- Surdam, David G. (tháng 12 năm 2008). “The New York Yankees Cope with the Great Depression”. Enterprise and Society. 9 (4): 816–40. doi:10.1093/es/khn081.
- Johnson, Richard A.; Stout, Glenn; Johnson, Dick (2002). Yankees Century: 100 Years of New York Yankees Baseball. Houghton Mifflin Company. ISBN 0-618-08527-0.
- Frommer, Harvey; Frommer, Frederic J. (2004). Red Sox vs. Yankees: The Great Rivalry. Sports Publishing, LLC. ISBN 1-58261-767-8.
- Shaughnessy, Dan (2005). Reversing the Curse. Boston: Houghton Mifflin Company. ISBN 0-618-51748-0.
- New York Yankees: 40-Man Roster Lưu trữ ngày 25 tháng 1 năm 2007 tại Wayback Machine
- New York Yankees: Manager and Coaches Lưu trữ ngày 25 tháng 1 năm 2007 tại Wayback Machine